# Frecuencia alélica
En genética, la frecuencia alélica o frecuencia génica es la proporción que se observa de un alelo específico respecto al conjunto de los que pueden ocupar un locus determinado en la población. Si las frecuencias permanecen constantes de una generación a la siguiente, la población no está experimentando cambio evolutivo, y se dice que está en equilibrio génico. Sin embargo, los cambios en las frecuencias alélicas en generaciones sucesivas implican que ha ocurrido evolución. 
Los resultados del análisis de la frecuencia génica se expresan en proporciones, por lo que la suma de las frecuencias de los alelos estudiados para el locus es igual a uno:
{\displaystyle p+q=1\,}
Donde p y q son las frecuencias génica de los dos alelos en los dos cromosomas en las células de especies diploides.
La proporción en la que se observan los genotipos de una población para un locus determinado se denomina frecuencia genotípica y su esperanza teórica en una población que se halle en equilibrio son los términos del desarrollo del cuadrado de un binomio.
Si se denota como p la frecuencia alélica de un alelo (ejemplo "A") y como q la frecuencia del otro alelo del mismo gen (ejemplo "B"), se tiene que las frecuencias genotípicas serán p2 para el genotipo AA, 2pq para el heterocigoto AB y q2 para BB, tal que:
(p + q)2 = p2 + 2pq + q2

## Cálculo de frecuencias alélicas a partir de frecuencias genotípicas

### Monoploides
La frecuencia (p) de un alelo A es la fracción del número de copias (i) del alelo A y el tamaño de la población o muestra (N), entonces:<matemáticas>p = i/N.</matemáticas>

### Diploides
Si {\displaystyle f(\mathbf {AA} )}, {\displaystyle f(\mathbf {AB} )} y {\displaystyle f(\mathbf {BB} )} son las frecuencias de los tres genotipos en un locus con dos alelos, luego la frecuencia p del alelo A y la frecuencia q del alelo B alelo en la población se obtienen contando los alelos.
{\displaystyle p=f(\mathbf {AA} )+{\frac {1}{2}}f(\mathbf {AB} )={\mbox{frequency of A}}}
{\displaystyle q=f(\mathbf {BB} )+{\frac {1}{2}}f(\mathbf {AB} )={\mbox{frequency of B}}}
Debido a que p y q son las frecuencias de los únicos dos alelos presentes en ese locus, deben sumar 1. Para verificar esto:
{\displaystyle p+q=f(\mathbf {AA} )+f(\mathbf {BB} )+f(\mathbf {AB} )=1}
{\displaystyle q=1-p} and {\displaystyle p=1-q}
Si hay más de dos formas alélicas diferentes, la frecuencia de cada alelo es simplemente la frecuencia de su homocigoto más la mitad de la suma de las frecuencias de todos los heterocigotos en los que aparece.
La frecuencia alélica siempre se puede calcular a partir de la frecuencia del genotipo, mientras que lo contrario requiere que se apliquen las condiciones de Hardy-Weinberg.

#### Ejemplo de diploides
Considere un locus que porta dos alelos, A y B. En una población diploide hay tres genotipos posibles, dos genotipos homocigóticos (AA y BB), y un genotipo heterocigótico (AB). Si muestreamos 10 individuos de la población y observamos las frecuencias genotípicas
1. frecuencia (AA) = 6
2. frecuencia (AB) = 3
3. frecuencia (BB) = 1

entonces hay {\displaystyle 6\times 2+3=15} copias observadas del alelo A y {\displaystyle 1\times 2+3=5} del B  alelo, de 20 copias cromosómicas totales. La frecuencia p del alelo A es p = 15/20 = 0.75, y la frecuencia q del alelo B es q = 5/20 = 0.25.